# 以命亭
浜坂先人記念館 以命亭（はまさかせんじんきねんかん いめいてい）は、兵庫県美方郡新温泉町浜坂にある新温泉町立の博物館・文学館。国の登録有形文化財。

## 歴史
浜坂町の先人たちの資料・文化財の保存と紹介、浜坂の情報発信基地の役割を担うことを目的に、1992年（平成4年）7月12日に開設された。以命亭の名の由来は、森家2代目当主の森輿右衛門（よえもん）が建てた隠居所からきており、『礼記』の「君子は易に居て以て命を埃つ（まつ）」からとったものとされる。
2005年度（平成17年度）に行われた県の景観形成重要建造物の第1次指定において、建物がその対象となった。国土の歴史的景観に寄与するとして、2008年（平成20年）に国の登録有形文化財に登録された。

### 七釜屋森家
地域の素封家で「七釜屋」（しちかまや）という屋号を名乗り、江戸時代に才人を輩出した森家の屋敷を改修している。森近三郎（号は藍尾）は天明4年（1784年）に生まれ、松尾芭蕉に倣って旅先で俳句を嗜んだ。後進の教育に努めた森周一郎（号は梅園）は池田草庵の門弟として漢学と儒学を学んだ。浜坂（明治2年・1869年）と鳥取市（明治26年・1893年）に味道館を開いて地域の教育に尽くし、計1000人以上の生徒が通ったとされる。

## 施設
前庭
- 日本庭園

酒蔵

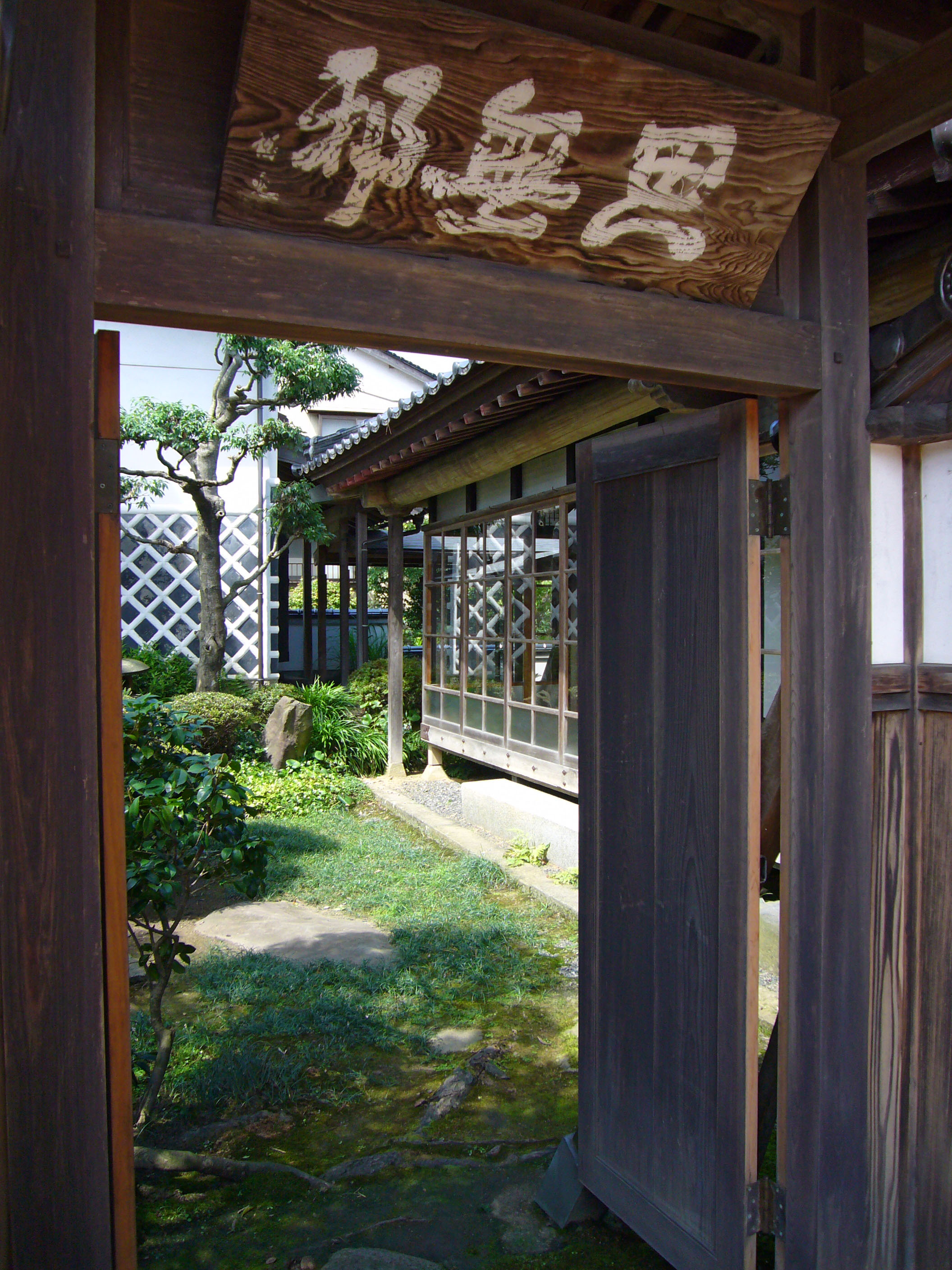
前庭と酒蔵

- 以命亭ホール - イベント会場、酒蔵の吹き抜けの広い空間を活用。
- 浜坂先人紹介コーナー - 加藤文太郎（登山家）[8]、前田純孝（歌人・翠溪）[9]らを紹介。
- コミュニティテラス - 母屋と酒蔵に併設

母屋
- 七釜屋・森藍尾・森梅園コーナー
- 田中忠雄（郷土史家）書籍・史料閲覧コーナー - 田中忠雄研究論文類、郷土史、基本史料、辞書、『古事類苑』全巻など

裏庭
- 森藍尾の句碑

## 利用情報
- 開館時間 - 9時～17時（入館は、16時30分まで）
- 休館日 - 木曜日（当日が祝祭日の場合は、その翌日）、12月29日～1月3日
- ひょうごっ子ココロンカードの対象施設になっている。

## 建築概要
- 規模・構造 - 母屋1棟（木造瓦葺2階建）、土蔵2棟（乾蔵、北ノ蔵）、酒蔵1棟[2]、石垣[3]
- 敷地面積 - 1,466m2[2]
- 建築面積 - 679.17m2[2]
- 延床面積 - 751.03m2[2]
- 所在地 - 兵庫県美方郡新温泉町浜坂1208番地[2][3]

## 交通アクセス
- JR山陰本線浜坂駅徒歩10分

## 関連資料
- 『七釜屋森家文書目録 : 浜坂町先人記念館「以命亭」』浜坂町教育委員会（編）〈浜坂町文化財調査報告書 ; 5〉、1996年。全国書誌番号:99008148。
- 山口久喜（監修）「§ 記憶のなかの建物 §§ 七釜屋森家から浜坂先人記念館「以命亭」へ　新温泉町(浜坂町)」『但馬今昔写真帖 : 保存版』松本：郷土出版社、2006年、p109。全国書誌番号:20997885。